# Zygonoides fuelleborni
Zygonoides fuelleborni là một loài chuồn chuồn ngô thuộc họ Libellulidae. Loài này có ở Angola, Botswana, Cameroon, Cộng hòa Dân chủ Congo, Kenya, Malawi, Mozambique, Namibia, Nigeria, Nam Phi, Sudan, Tanzania, Uganda, Zambia, Zimbabwe, và có thể là Burundi. Các môi trường sống tự nhiên của chúng là các khu rừng ẩm ướt đất thấp nhiệt đới hoặc cận nhiệt đới, vùng đất có cây bụi nhiệt đới hoặc cận nhiệt đới, rừng cây bụi ẩm nhiệt đới hay cận nhiệt đới, và sông.